# Ágrip af Nóregskonungasögum

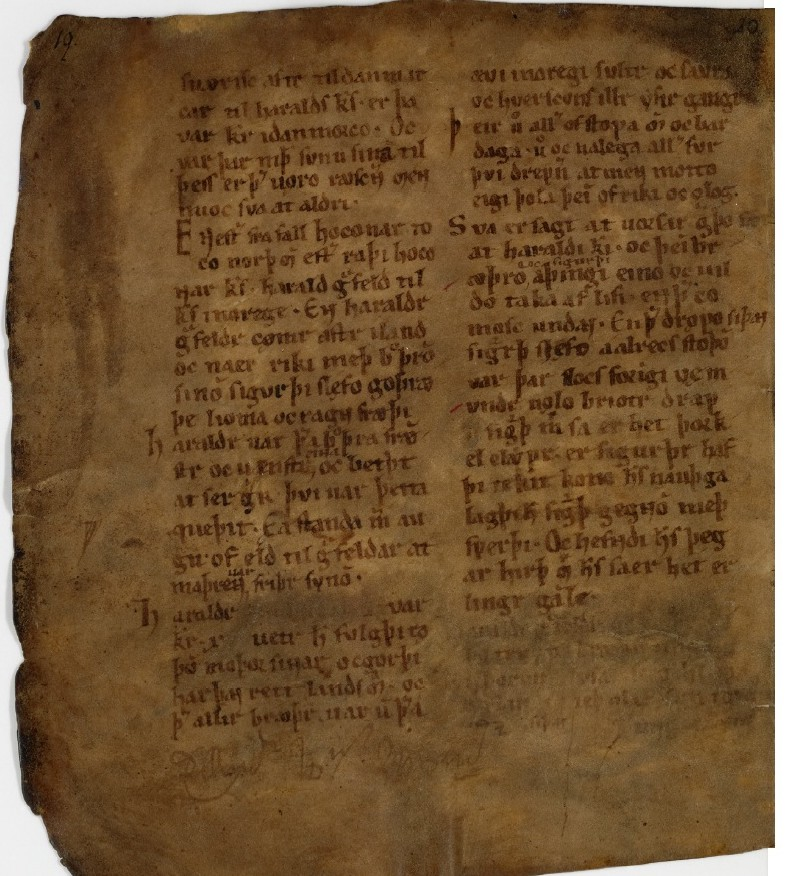
Una página de Ágrip AM 325 II 4.º, folio 5v

Ágrip af Nóregskonungasögum o simplemente Ágrip es uno de los escritos sinópticos noruegos de las sagas reales, escrito en nórdico antiguo. Es una historia resumida sobre los reyes noruegos. Los textos conservados se inician con la muerte de Halfdan el Negro y finaliza con la ascensión al trono de Inge I pero se opina que el original podría abarcar un periodo mucho más largo, probablemente hasta el reinado de Sverri I. La narrativa y el vocabulario sugiere que el trabajo fue compuesto por un escritor noruego anónimo, hacia 1190. El único manuscrito que sobrevive es islandés de la primera mitad del siglo XIII. El documento es un libro de cuatro secciones de pergaminos, hubo una quinta pero se considera perdida. La primera hoja también se perdió, por lo que el nombre original del libro, si tuvo, se desconoce. El nombre Ágrip af Nóregskonungasögum (Una sinopsis de las sagas reales de Noruega) se usó por primera vez en la edición de 1835.
Ágrip se compara a menudo con dos obras también sinópticas del mismo periodo: Historia Norvegiae y el trabajo de Theodoricus Monachus, pero rompió las bases literarias al ser el primer libro escrito en lengua vernácula. Ágrip es también el primer libro de las sagas reales que referencia poesía escáldica en el texto. La narrativa es breve y mucho más detallada que las sagas posteriores de los últimos reyes, como Fagrskinna y Heimskringla. La historia es perceptiblemente muy detallada en descripciones de hechos y emplazamientos en la región de Trøndelag y la ciudad de Nidaros. Junto a factores lingüísticos, todo apunta que el trabajo se compuso en Nidaros.
Ágrip ha sido traducido en danés en 1834, en latín en 1835, alemán en 1929, noruego Nynorsk en 1936 e inglés en 1995.